# Final Fantasy XIV
Final Fantasy XIV Online (ファイナルファンタジーXIV?, Fainaru Fantajī Fōtīn) è il secondo MMORPG legato alla serie Final Fantasy, distribuito ufficialmente da Square Enix il 22 settembre 2010 in versione Microsoft Windows. L'uscita della versione PlayStation 3, inizialmente prevista per inizio 2011, è stata rimandata al 2013, in attesa della produzione della versione 2.0.
La versione 2.0 del gioco, intitolata Final Fantasy XIV: A Realm Reborn (ファイナルファンタジーXIV: 新生エオルゼア?, Fainaru Fantajī Fōtīn: Shinsei Eoruzea) è disponibile per PlayStation 3 e dal 14 aprile 2014 lo è anche per PlayStation 4; più che un aggiornamento, si tratta di una nuova release con ambientazione, interfaccia, motore grafico e gameplay del tutto rivisti.

## Ambientazione
L'universo di Final Fantasy XIV è caratterizzato dagli elementi tipici del genere fantasy presenti nella serie Final Fantasy.

### Storia
Fin dagli albori della storia di Eorzea, le tribù che si stabilirono nelle Terre del Nord vennero viste con benevolenza da divinità conosciute come "i Dodici". Sotto la loro guida illuminata si svilupparono i primi insediamenti fino a costituire le prime Città-Stato. Con la formazione di queste ultime non tardarono però ad arrivare le prime guerre di conquista che tinsero di sangue le cronache delle Terre del Nord. Non mancò nemmeno la presenza di eserciti provenienti da Oriente che aggravò il già drammatico scenario di distruzione e di morte di quelle lande. Alla fine le varie nazioni accantonarono le divergenze e decisero di stringere un patto che garantisse una volta per tutte la pace. Si pervenne dunque all'Epoca della Quiete; in tale periodo le Città-stato si dedicarono alla fortificazione ed alla difesa delle proprie terre. I regni pullulavano di mercenari, avventurieri, cavalieri erranti, ma anche di ladri, assassini e briganti; i regnanti, temendo un possibile degrado della società, fecero istituire delle organizzazioni atte a educare e correggere queste persone, al fine di convogliare verso il bene le loro abilità. Grazie a tali lungimiranti decisioni, nacquero le prime Gilde che diedero inizio all'epoca contemporanea: un'epoca che ha bisogno di speranze in un momento in cui cominciano ad intravedersi cupe ombre di incertezza.

### Geografia
Il mondo nel quale è ambientato il gioco si chiama Etheirys; le avventure che coinvolgono il giocatore si svolgono principalmente nella regione di Eorzea, che comprende il continente di Aldenard e le isole circostanti. FFXIV può vantare aree di gioco sufficientemente vaste: grandi foreste e distese desertiche si estendono fino all'orizzonte nascondendo al loro interno creature tanto varie quanto feroci.

Vi sono diverse Città-Stato che occupano il territorio:
- Ul'dah - situata nelle zone desertiche della parte meridionale del continente, è conosciuta in tutta Aldenard per la sua ricchezza e cultura. L'economia si basa su diverse attività che comprendono il commercio delle materie minerarie e tessili, nonché sul turismo derivato dai rinomati svaghi della città, come i combattimenti nelle arene e le sale per il gioco d'azzardo. La divinità protettrice della città si chiama Nald'thal.
- Limsa Lominsa - Città marittima situata a sud-ovest del continente, nell'isola di Vylbrand. L'economia della città si basa sull'industria marittima e sulla pesca. La divinità protettrice della città è Llymlaen, Dea della navigazione.
- Gridania - Insediamento sviluppatosi nelle foreste orientali di Aldenard; sotto il profilo urbanistico e architettonico sembra far parte integrante della foresta, tale è la grazia e la maestria grazie alle quali la città è stata realizzata. Le attività principali consistono nella raccolta del legname, nell'agricoltura, nella falegnameria e nella conceria. Forte devozione per la saggezza dei Seedseer, oracoli che, secondo il volere delle divinità elementali della foresta, guidano la nazione. La dea protettrice della città è Nophica, la Matrona.
- Ishgard - Bastione situato sulle cime delle montagne settentrionali.

## Classi e Razze

### Razze
All'inizio del gioco il giocatore potrà creare un personaggio appartenente ad una delle cinque razze selezionabili. Ogni razza poi è a sua volta organizzata in due clan.
- Hyur - La razza predominante su Eorzea, dall'aspetto simile a quello degli umani. Si divide in due clan: Midlander e Highlander.
- Elezen - La razza più antica presente su Eorzea. Aspetto fisico simile a quello degli Elfi, è divisa nel clan Wildwood e nel clan Duskwight.
- Lalafell - Razza proveniente dalle isole del sud; di statura decisamente più bassa rispetto a quella degli umani, è dotata di grande intelligenza ed agilità. Si divide in Plainsfolk e Dunesfolk.
- Miqo'te - Tribù isolata di cacciatori dall'aspetto felino. È suddivisa in due gruppi religiosi: i diurni Seekers of the Sun (cercatori del Sole) ed i notturni Keepers of the Moon (custodi della Luna).
- Roegadyn - Esseri muscolosi e possenti provenienti dalle regioni settentrionali. Si dividono in Sea Wolves e Hellsguard.
- Au-Ra - Razza simile agli Hyur, ma caratterizzata da un paio corna ai lati della testa. Si dividono nei clan Au Ra Raen e Au Ra Xaela. Questa razza è presente nell'espansione Heavensward.

### Classi
Nel gioco è previsto un sistema molto dinamico di classi, denominato Armoury System. Nonostante, nelle fasi iniziali, venga chiesto al giocatore di selezionare una classe di partenza, sarà poi possibile cambiarla sostituendo semplicemente l'arma o l'attrezzo primari. Gli equipaggiamenti del personaggio si potranno acquistare, creare o trovare uccidendo mostri. Il passaggio da una classe all'altra modifica automaticamente le stats del personaggio e il livello, che è indipendente per ogni classe. Le classi da combattimento, una volta raggiunti determinati requisiti, possono specializzare la propria classe in un job (lavoro).
Le classi disponibili si possono raggruppare in quattro grandi discipline:
Disciples of War - È la disciplina votata al combattimento
- Archer  - Job: Bard
- Dark Knight  - Questa classe è presente nell'espansione Heavensward e comincia a livello 30.
- Gladiator  - Job: Paladin
- Lancer  - Job: Dragoon
- Marauder  - Job: Warrior
- Machinist  - Questa classe è presente nell'espansione Heavensward e comincia a livello 30.
- Pugilist  - Job: Monk
- Rogue - Job: Ninja

Disciples of Magic - Disciplina che raccoglie le arti magiche offensive e difensive
- Arcanist - Job: Summoner o Scholar
- Astrologian  - Questa classe è presente nell'espansione Heavensward e comincia a livello 30.
- Conjurer  - Job: White Mage
- Thaumaturge  - Job: Black Mage

Disciples of Land - Identifica le attività di raccolta e estrazione di materie prime
- Botanist
- Fisher
- Miner

Disciples of Hand - Include tutte le arti della manifattura
- Alchemist
- Armorer
- Blacksmith
- Carpenter
- Culinarian
- Goldsmith
- Leatherworker
- Weaver

## Colonna sonora
La colonna sonora del gioco, composta da 82 brani, è una miscela di tre generi (Rock, Ambient, Orchestrale) ed è stata composta da Nobuo Uematsu. Le musiche sono state raccolte in due cd che non contengono però tutti i brani.

## Sviluppo
Il gioco ha ricevuto dure critiche nella sua prima incarnazione PC a causa del motore grafico scarsamente ottimizzato, del netcode poco efficiente e di una quantità non indifferente di bug. A distanza di due mesi dalla distribuzione ufficiale della primissima versione del gioco, le vendite e le sottoscrizioni sono crollate. Il presidente della Square Enix, Yoichi Wada, si è pubblicamente scusato, ammettendo che il gioco era da ritenersi lontano dai livelli qualitativi attesi dai fan della saga.
Il fallimento iniziale ha spinto la casa nipponica a sostituire immediatamente gran parte del team originario, incluso il responsabile del progetto, Hiromichi Tanaka (fra i creatori del precedente Final Fantasy XI); al suo posto è subentrato Naoki Yoshida, ex sviluppatore della serie Dragon Quest e di Final Fantasy XI. È seguito poi un consistente aumento di risorse che ha consentito di migliorare nettamente il MMORPG, almeno sotto il profilo della giocabilità e dei contenuti.
Nel mese di settembre 2012, Square Enix, con un filmato in CG, ha chiuso definitivamente i server del gioco Final Fantasy XIV.

### A Realm Reborn
I problemi, non risolvibili, della prima release di Final Fantasy XIV hanno convinto il nuovo team di programmazione a sviluppare, parallelamente, una versione del tutto nuova che colmasse le lacune del precedente 'episodio'. Grazie ad uno sforzo senza precedenti sia in termini finanziari che umani (oltre 250 persone), Square Enix è riuscita a realizzare, in poco più di un anno, un nuovo motore grafico maggiormente scalabile accompagnato da un netcode decisamente più efficiente; l'ambiente di gioco, il concept e l'interfaccia grafica sono stati, inoltre, profondamente rivisti.
Ad agosto 2012 è stato annunciato ufficialmente il titolo della nuova versione: Final Fantasy XIV - A Realm Reborn. L'alpha test è iniziato tra settembre e ottobre 2012.
A partire dal 7 gennaio 2013 sono invece iniziate le iscrizioni per il beta test, che è partito nel febbraio 2013; contemporaneamente iniziano anche i primi test per la versione PS3.
La pubblicazione ufficiale delle versioni PC e PS3 è avvenuta il 27 agosto 2013; dopo circa sei mesi viene pubblicato il client DirectX 11 per PC.
La beta del gioco è disponibile su PlayStation 4 a partire dal 22 febbraio 2014. La pubblicazione su questa piattaforma è avvenuta il 14 aprile 2014. 
Tutti i possessori della versione PS3 del gioco potranno scaricare la versione PlayStation 4 gratuitamente.

### Espansioni

#### Heavensward
La versione 3.0 del gioco, dal titolo Final Fantasy XIV: Heavensward (ファイナルファンタジーXIV: 蒼天のイシュガルド?, Fainaru Fantajī Fōtīn: Sōten no Ishugarudo, lett."Final Fantasy XIV: Paradisi celesti di Ishgard") è la prima reale espansione del gioco Final Fantasy XIV, pubblicata il 23 giugno 2015 per i sistemi Windows, PS3, PS4 e, per la prima volta, anche per Mac OS X. In Heavensward i giocatori hanno la possibilità di esplorare i territori del regno di Ishgard (Holy See of Ishgard) impegnato nella millenaria guerra di Dragonsong contro le draconiche orde di Dravania. Con la nuova espansione sono state introdotte: 3 nuove classi, la razza degli Au-Ra, l'aumento del livello massimo dei giocatori da 50 a 60, la possibilità di utilizzare cavalcature volanti nelle nuove zone, oltre ovviamente ad un gran numero di missioni riguardanti la storia principale e le vicende secondarie.

#### Endwalker
Final Fantasy XIV: Endwalker è la quarta espansione di Final Fantasy XIV, pubblicata per Microsoft Windows, MacOS, PlayStation 4 e PlayStation 5. L'espansione è stata pubblicata il 7 dicembre 2021, con un ritardo di due settimane rispetto alla data di uscita prevista per il 23 novembre 2021 e dopo più di due anni dall'uscita dell'espansione Shadowbringers, a causa di rallentamenti nello sviluppo dettati dalla Pandemia di COVID-19.

#### Dawntrail
Il 28 luglio 2023 è stata annunciata la quinta espansione, Dawntrail, prevista per il 2024, contestualmente all'arrivo su Xbox Series X e Series S, il che segnerà il debutto del MMORPG di Square Enix sulle console di Microsoft ben 14 anni dopo la sua pubblicazione iniziale.